# Philippe Robrieux
Philippe Jean-Louis Robrieux, né le 20 janvier 1936 à Paris et mort le 1er octobre 2010 à Bayonne,,, est un historien français, spécialiste du Parti communiste français. Il a aussi été secrétaire général de l'Union des étudiants communistes (UEC) en 1959-1961.

## Biographie

### Famille et engagement politique
Fils d'un couple que la réussite sociale et professionnelle permet de situer dans « la classe moyenne », Philippe Robrieux, lycéen à Paris, adhère en classe de quatrième à l'Union des jeunesses républicaines de France, proche du PCF, puis en classe de seconde à la cellule communiste du lycée Buffon, où il côtoie Gabriel Cohn-Bendit et Laurent Terzieff. Après la refondation de l'Union des étudiants communistes en 1956, il ne déroge pas de la ligne politique « orthodoxe » de la direction du PCF et est promu secrétaire général de l'organisation étudiante en 1959.

### Carrière politique
Secrétaire national de l'UEC, il intervient à la tribune du XVe congrès du Parti communiste, tenu à Ivry en juin 1959. Il participe durant plus d'un an, à des réunions du comité central du PCF, dont il n'est pas officiellement membre. Philippe Robrieux, qui n'est pas réélu au secrétariat général de l'UEC, lors du IVe Congrès de cette organisation (décembre 1960), a été l'une des victimes de l'« affaire Servin-Casanova » en 1961. Il est ensuite l'un des animateurs du « courant italien » de l'UEC. Il quitte définitivement le parti en 1968. Cette partie de sa vie, fondatrice de sa personnalité, puis de son activité d'historien, est racontée dans l'ouvrage autobiographique Notre Génération communiste, qu'il publie en 1977.

### Historien du communisme
Ayant acquis tôt le goût de l'histoire, sous l'influence de ses professeurs de lycée, en particulier Jean Dautry, historien social et militant, son métier lui permet de plonger dans ce dont il ne s'est jamais dépris, l'Histoire contemporaine et singulièrement celle du communisme français.
Sa mise à l'écart politique lui fait poursuivre ses études qu'il achève par l'agrégation d'histoire. Il fait ensuite « carrière » d'historien au CNRS.
Par ailleurs, il était passionné de football et écrivit un ouvrage sur les Grands Goals de l'histoire.

## Apport à l'histoire du Parti communiste français
La publication de son premier ouvrage, consacré à Maurice Thorez, en 1975 suscite une polémique puisqu'il montre combien la direction du PCF et son secrétaire général firent tout pour « désamorcer » la publication du « rapport Khrouchtchev » (février 1956) au XXe congrès du PCUS. Le processus de remise en question du stalinisme mettait en cause directement les personnalités les plus importantes du PCF dont Thorez et Duclos. Les mémoires de l'ex-patron du quotidien L'Humanité Georges Cogniot montrent à la même époque la haine éprouvée par Maurice Thorez envers Khrouchtchev, accusé d'avoir présenté Staline de façon caricaturale, via des "commérages" et "anecdotes de bas étage" et rédigé via son rapport de 1956 comme "un document scandaleux ruinant l'autorité de l'URSS.
Par ailleurs, l'ouvrage de Robrieux suggérait un possible rapprochement entre direction du PCF et Parti communiste chinois au début des années 1960. Plus généralement, il offrait pour la première fois au grand public une analyse historique du mode de fonctionnement interne du PCF et de l'Internationale communiste, fort éloignée de l'imagerie officielle.
De même, L'Histoire intérieure du parti communiste constitue à sa publication (étalée de 1980 à 1984) un ouvrage de grande importance, qui permet au plus grand nombre d'accéder à un travail historique n'étant pas, soit l'œuvre d'historiens officiels du PCF, soit d'adversaires politiques résolus. Peut-être le seul auparavant rédigé dans le même esprit, l'ouvrage d'Annie Kriegel paru en 1964 (Aux origines du communisme français 1914-1920) concernait une période plus restreinte et qui, par son éloignement temporel, était moins sujet à la « passion ».
Robrieux, voulant comprendre les « zones d'ombres » qui existent dans les mémoires, notamment ceux de Jean Jérôme (de son vrai nom Mikhaël ou Michel Feintuch) et notamment de la période qui va de mai 1943 à août 1944, émet l'hypothèse que ce dernier, à la suite de son arrestation, ait été « retourné » par les Allemands et qu'il aurait été responsable de l'arrestation du groupe Manouchian, voire qu'il aurait facilité celle-ci pour le compte des Soviétiques, ces derniers suspectant Manouchian et certains de ces camarades de sympathies « trotskistes ». Cette hypothèse est critiquée par plusieurs historiens comme Annie Kriegel et Stéphane Courtois dans des articles de presse ou divers ouvrages tels que Le Sang de l'étranger (1989) coécrit par Stéphane Courtois, Adam Rayski (ancien responsable de la section juive de la MOI, resté fidèle au PCF) et Denis Peschanski, historien spécialiste de Vichy, membre de l'Institut de l'Histoire du Temps Présent, et dont la participation à l'ouvrage lui vaut d'être partiellement désavoué par ses collègues historiens. La polémique est également « violente » avec l'historienne Lilly Marcou.
À la fin des années 1980 et au long des années 1990, Philippe Robrieux est régulièrement en conflit avec son employeur, le CNRS, où la commission d'histoire et le conseil scientifique comprenaient des représentants du PCF.

## Historiographie
Dans la rédaction de son œuvre principale, l'Histoire intérieure du Parti communiste, publiée en 4 tomes aux éditions Fayard, au cours de la période 1980-1984, Philippe Robrieux reçoit « un très large intérêt » pour le 1er volume (1920-1945). Par le suivant, consacré à « l'appesantissement du phénomène stalinien, à travers la guerre froide » et publié six mois après seulement, il est le principal collecteur de témoignages sur la période des purges politiques des années 1950 à la direction du PCF, via de « très nombreux entretiens » mais aussi « une documentation considérable » incluant les archives du renseignement américain, grâce à l'historien américain Irving Wall, avec qui il a travaillé étroitement, via les documents rassemblés par le département d'État ou les services spécialisés de Washington, ainsi que celles de l'ex-responsable à l’organisation du PCF Auguste Lecœur, sources que l'on retrouve notamment dans le Tome 4, consacré aux biographies. La critique du livre dans Le Monde constate cependant que près d'un tiers de ce tome 2 (240 pages) est consacré à 1944-1947, contre seulement 110 pages pour 1947-1954 période pourtant concernée par ces archives et qualifiée par l'auteur d'"apogée du stalinisme français", puis 260 pages pour 1954-1964, période où Philippe Robrieux était lui-même un dirigeant du PCF chez les étudiants. Ses analyses sur les années 1940 et 1950 seront ensuite mises à l'épreuve d'autres découvertes historiques bien plus tard, mais il suscite au même moment la polémique historiographique par des méthodes jugées sensationnalistes, en critiquant l'historienne Lilly Marcou et en accusant l'ex-dirigeant communiste Jean Jérôme d’avoir livré les résistants du groupe de Missak Manouchian: bien qu'ayant intégré le CNRS, il est dénoncé par des universitaires et le tome 5, pourtant prévu, son Histoire intérieure fut abandonné.
Mais dès 1985 paraissent les mémoires d'Adam Rayski, ancien de la MOI, animateur en janvier 1934, la « section juive » où il lança le quotidien en langue yiddish, Naïe presse (Presse nouvelle) avec comme rédacteur en chef Louis Gronowski, puis stagiaire à L'Humanité de 1934 à 1936, témoin en mai 1943 du conflit entre la MOI et Jacques Duclos sur le transfert, tardif, en zone sud de l’organisation parisienne « encerclée par les dispositifs policiers » et ensuite retourné en Pologne après la guerre où il est patron de la presse jusqu'à sa démission en 1956 puis son retour en France pour diriger un « centre d’édition et de diffusion de la culture polonaise en rupture avec le stalinisme », avant d'être incarcéré à Fresnes jusqu'en 1963. Ses mémoires montrent qu'en octobre-novembre 1944, une consigne du comité central du PCF « demandait de nuancer le rôle prépondérant joué par les résistants juifs à Paris, Marseille. Toulouse, Lyon ».

## Publications
- Maurice Thorez : vie secrète et vie publique, Paris, Fayard, 1975
- Notre génération communiste (1953-1968), Robert Laffont, 1977
- Histoire intérieure du Parti communiste 1920-1945, Paris, Fayard, 1980, 975 p.
- Histoire intérieure du Parti communiste. 1945-1972, Paris, Fayard, 1981, 975 p.
- Histoire intérieure du Parti communiste. 1972-1982, Paris, Fayard, 1982, 975 p.
- Histoire intérieure du Parti communiste. Biographies, chronologie, bibliographie, Paris, Fayard, 1984, 975 p.
- La Secte, Stock, 1985
- L'Affaire Manouchian, Fayard, 1986

## Sources
- Hervé Hamon et Patrick Rotman, Génération, les années de rêves, Seuil, 1987